# Wehrmachtbefehlshaber

Kommandoflagge für einen Wehrmachtbefehlshaber

Ein Wehrmachtbefehlshaber (WBF, Schreibung vereinzelt auch mit Fugen-s als Wehrmachtsbefehlshaber) war im Zweiten Weltkrieg ein territorialer Befehlshaber mit militärischen Hoheitsrechten in von der Wehrmacht besetzten Ländern, die eine Zivilverwaltung hatten.
Die vom Deutschen Reich okkupierten Gebiete unterstanden entweder einer Militärverwaltung oder einer Zivilverwaltung. Wehrmachtbefehlshaber gab es nur in Ländern, die einer deutschen Zivilverwaltung unterstanden, also von einem Reichskommissar oder einem Chef der Zivilverwaltung (CdZ) verwaltet wurden. Die Wehrmachtbefehlshaber hatten keine zivilen Verwaltungsaufgaben, die vollziehende Gewalt lag beim Chef der zivilen Verwaltung. Wehrmachtbefehlshaber stützten sich auf ein Netz von Kommandanturen. Ihre Kompetenzen entsprachen meist denen eines Kommandierenden Generals oder Befehlshabers in einem Wehrkreis. Ihre Unterstellung war nicht einheitlich geregelt. Teils unterstanden sie Adolf Hitler unmittelbar, teils erhielten sie ihre Weisungen vom Oberkommando der Wehrmacht. Die Wehrmachtbefehlshaber kommandierten die Truppen aller Wehrmachtteile (Heer, Luftwaffe, Marine) in ihrem Befehlsbereich und waren neben der Polizei für Sicherheitsaufgaben sowie die Ausnützung des Landes für die Versorgung der Wehrmacht verantwortlich.
Wehrmachtbefehlshaber vertraten gegenüber den Reichskommissaren oder anderen zivilen Verwaltungsspitzen die militärischen Interessen. Wenn zivile Bereiche tangiert wurden, übernahmen allerdings diese die Umsetzung der militärischen Forderungen in eigener Verantwortung. Zu Anordnungen auf dem zivilen Sektor waren Wehrmachtbefehlshaber nur im militärischen Ausnahmefall berechtigt.

## Wehrmachtbefehlshaber in den besetzten Gebieten

### Dänemark
Ab April 1940 bestand die Dienststellung des „Befehlshabers der deutschen Truppen in Dänemark“, welcher ab Juli 1940 dem Befehlshaber des Ersatzheeres unterstand. Am 14. November 1943 wurde vom OKW mit sofortiger Wirkung die Umbenennung dieser Dienststellung in „Wehrmachtbefehlshaber Dänemark“ angeordnet.
Befehlshaber der deutschen Truppen bzw. Wehrmachtbefehlshaber in Dänemark waren:
- Leonhard Kaupisch (9. April 1940 bis 31. Mai 1940)
- Erich Lüdke (1. Juni 1940 bis 27. September 1942)
- Hermann von Hanneken (12. Oktober 1942 bis 27. Januar 1945)
- Georg Lindemann (27. Januar bis 6. Mai 1945)

### Norwegen
Ähnlich wie in Dänemark wurde nach der deutschen Invasion Norwegens im April 1940 der Befehlshaber der dort eingesetzten Truppen, General Nikolaus von Falkenhorst, zum „Befehlshaber der deutschen Truppen in Norwegen“ ernannt. Im Juli 1940 wurde auf Anordnung des Chefs OKW die Bezeichnung in „Wehrmachtbefehlshaber in Norwegen“ geändert. Dieser war ab Dezember 1940 zugleich Oberbefehlshaber des Armeeoberkommandos Norwegen. Nach der Auflösung des AOK Norwegen im Dezember 1944 ging die Position des Wehrmachtbefehlshabers auf den jeweiligen Oberbefehlshaber des Gebirgs-AOK 20 über.
Befehlshaber der deutschen Truppen bzw. Wehrmachtbefehlshaber in Norwegen waren:
- Nikolaus von Falkenhorst (April 1940 bis Dezember 1944)
- Lothar Rendulic (Dezember 1944 bis Januar 1945)
- Franz Böhme (Januar bis zur Gefangennahme im Mai 1945)

### Niederlande
In den Niederlanden wurde nach der Einsetzung eines Reichskommissars im Mai 1940 die Stellung eines Wehrmachtbefehlshabers geschaffen. Dieser erhielt mit Verfügung vom 17. Mai 1942 die Dienststellung und Befugnisse eines Armeeoberbefehlshabers. Im November 1944 wurde aus dem Stab des Wehrmachtbefehlshabers die 25. Armee gebildet.
Wehrmachtbefehlshaber in den Niederlanden war:
- Friedrich Christiansen (Mai 1940 bis April 1945)

### Balkan
Nach dem Balkanfeldzug wurde der Oberbefehlshaber der 12. Armee als „Oberbefehlshaber der deutschen Truppen auf dem Balkan“, später als „Wehrmachtbefehlshaber Südost“ bezeichnet. Für den Wehrmachtbefehlshaber Südost galt eine Ausnahmeregelung. Er hatte zusätzlich zum Oberbefehl für alle Kampf- und Besatzungstruppen in Serbien noch die Funktion eines Militärverwaltungschefs mit vollziehender Gewalt (siehe bei Militärbefehlshaber). Als Truppenkommandeur unterstand er dem OKW, als Inhaber der vollziehenden Gewalt dem Oberbefehlshaber des Heeres. Grund für diese Zusammenlegung der Aufgaben in einer Hand war der starke bewaffnete Widerstand durch insbesondere die Einheiten der kommunistischen Widerstandsbewegung ("Tito-Partisanen") sowie durch nationalistische Gegenwehr ("Tschetniks") in Jugoslawien.
Mit der Umwandlung des Armeeoberkommandos 12 zum Heeresgruppenkommando E am 1. Januar 1943 änderte sich die Bezeichnung in „Oberbefehlshaber Südost“.
Wehrmachtbefehlshaber Südost waren:
- Generalfeldmarschall Wilhelm List (1941)
- General der Pioniere Walter Kuntze (1941 bis 1942)
- Generaloberst Alexander Löhr (1942 bis 1943)

### Ukraine

#### Geschichte
Der Wehrmachtsbefehlshaber Ukraine wurde am 1. September 1941 in Kiew für das Gebiet des Reichskommissariat Ukraine aufgestellt. Am 21. Juli 1944 wurde die Dienststelle aufgelöst.

#### Gliederung
- Oberfeldkommandantur 393 Shitomir, später Kiew (Sicherungs-Gebiet 2/Ukraine)
- Oberfeldkommandantur 579 Rowno (Sicherungs-Gebiet Wolhynien-Podolien oder 1/Ukraine)

1942
- 454. Sicherungs-Division, slowakische Sicherungs-Division, 10. rumänische Division

1943
- LXII. Reserve-Korps mit 143. Reserve-Division und 147. Reserve-Division

November 1943
- 444. Sicherungs-Division, königlich ungarisches VII. Armeekorps, LXII. Reserve-Korps

#### Wehrmachtbefehlshaber Ukraine
- Generalleutnant z.V. Waldemar Henrici (bis Oktober 1942)[1]
- General der Flieger Karl Kitzinger

### Ostland
Siehe: Wehrmachtbefehlshaber Ostland

### Weißruthenien
Wehrmachtbefehlshaber in Weißruthenien war:
- General der Kavallerie Edwin Graf von Rothkirch und Trach (20. April bis 27. Oktober 1944)

### Belgien und Nordfrankreich
Mit der Einsetzung von Josef Grohé als „Reichskommissar für die besetzen Gebiete in Belgien und Nordfrankreich“ im Juli 1944 wurde die bisherige Stellung des Militärbefehlshabers Belgien und Nordfrankreich in die eines Wehrmachtbefehlshabers umgewandelt. Aufgrund der wenig später erfolgten Besetzung des Gebiets durch die Alliierten wurde die Befehlsstelle schon nach kurzer Zeit wieder abgewickelt.
Wehrmachtbefehlshaber Belgien-Nordfrankreich war:
- Martin Grase (15. Juli bis 13. September 1944)

### Sardinien und Korsika
Wehrmachtbefehlshaber auf Sardinien und Korsika war:
- Generalleutnant Fridolin von Senger und Etterlin (September bis Oktober 1943)

## Wehrkreisbefehlshaber
Wehrkreisbefehlshaber gab es nur in Gebieten, die formell oder faktisch annektiert waren. In diesen Ländern wurden eigene Wehrkreise gebildet, wie beispielsweise in Österreich (den Donau- und Alpenreichsgauen), Danzig-Westpreußen, Protektorat Böhmen und Mähren oder im Wartheland, oder das Land wurde einem benachbarten Wehrkreis angegliedert wie Luxemburg. Sie unterstanden dem OKH/Befehlshaber des Ersatzheeres.